# Aja Brown

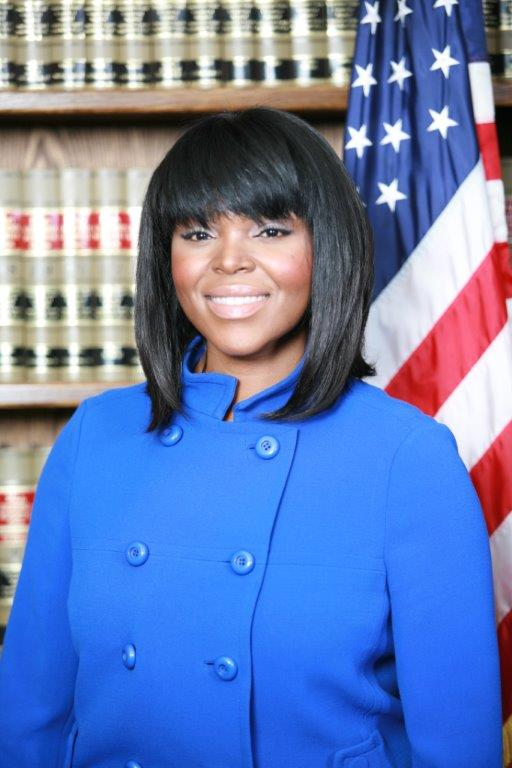
Aja Brown (2013)

Aja Lena Brown (* 17. April 1982 in Altadena, Kalifornien als Aja Lena Clinkscale) ist eine US-amerikanische Politikerin, die seit dem 2. Juli 2013 das Amt der Bürgermeisterin von Compton, einem Vorort der Millionenstadt Los Angeles, bekleidet.

## Leben und Wirken

### Jugend und Ausbildung
Aja Brown wurde am 17. April 1982 als Aja Lena Clinkscale zusammen mit ihrem zweieiigen Zwillingsbruder Jonathan Clinkscale in Altadena im Los Angeles County geboren. Ihre Mutter, Brenda Jackson, arbeitete am Jet Propulsion Laboratory des California Institute of Technology, kurz Caltech, und war alleinerziehend. Ihre Eltern waren zum Zeitpunkt ihrer Geburt zwar noch verheiratet, ließen sich aber, als das Zwillingspaar noch sehr jung war, scheiden. Ihrer Großmutter mütterlicherseits fiel im Jahre 1973 der in der Stadt weit verbreiteten Bandenkriminalität zum Opfer, als sie in ihrem Haus überfallen, vergewaltigt und ermordet wurde. Während ihr Zwillingsbruder in späteren Jahren an der University of Wisconsin–Madison dem American-Football-Team der Wisconsin Badgers, der universitätseigenen Sportabteilung, angehörte, sowie kurzzeitig als Profi in den Vereinigten Staaten und Deutschland spielte, besuchte Aja Clinkscale die University of Southern California in Los Angeles. Davor hatte sie im Jahre 2000 an der Seite ihres Bruders die John Muir High School in Pasadena erfolgreich absolviert. Während ihres Senior-Jahres an der High School war sie die Klassensprecherin und gehörte in den gesamten vier Jahren der schuleigenen Volleyballmannschaft der Damen an.
Bei Studiengebühren in Höhe von rund 30.000 US-Dollar pro Jahr (Stand: Freshman-Jahr 2000) erhielt sie Stipendien und Förderungen, um an der USC Stadtplanung und Public Policy zu studieren. Während ihrer Studienzeit sammelte sie keine traditionellen College-Erfahrungen und gehörte keiner der feiernden oder netzwerkenden Studentengruppierungen an. Trotz der finanziellen Zuwendungen musste sie parallel zu ihrem Studium arbeiten. Im Jahre 2004 schloss Brown – im Jahre 2003 hatte sie ihre Jugendliebe Van Brown geheiratet – die University of Southern California, an der sie nunmehr ein Vollstipendium erhielt, mit einem Bachelor in Policy, Planning & Development ab. Im darauffolgenden Jahr 2005 machte sie ihren Master in Planning & Development, was Stadtplanung mit Schwerpunkt auf ökonomischer Entwicklung und Wirtschaftsförderung beinhaltete. In ihrer Masterarbeit behandelte sie die gescheiterte Entwicklung eines Walmart-Supercenters in Inglewood im Jahre 2004.

### Tätigkeiten in Gardena, Inglewood und Pasadena, sowie erstes Wirken in Compton
Noch während ihrer Zeit an der USC nahm Brown im Jahre 2004 eine Arbeit bei der zur Metropolregion Los Angeles gehörenden Stadt Gardena an, wo sie als Analystin in der Wirtschaftsentwicklung tätig war. 2006 wechselte sie als Stadtplanerin und hochrangige Planerin für Wirtschaftsentwicklung nach Inglewood, ehe sie im darauffolgenden Jahr ins aufstrebende und gut geführte Pasadena wechselte. Dort wurde sie mit den Aufgaben des Planning Commissioner der Stadt und somit einer sehr einflussreichen Position betraut. Nach einer zweijährigen Amtszeit trat sie 2009 zurück und wechselte stattdessen ins Revitalisierungsbüro der Stadt Compton. In der Heimatstadt ihrer Mutter – diese wuchs in East Compton auf – konzentrierte sie sich als Projektmanager auf die Revitalisierung der durch jahrzehntelange hohe Kriminalität (dabei vor allem Bandenkriminalität mit vielen Morden) zerrüttete Stadt. Nachdem sie mit ihrem Ehemann zuletzt von Pasadena nach Gardena gezogen war, entschieden sich die beiden im Jahre 2009 dazu, nach Compton zu ziehen. Davor waren die beiden bereits Mitglieder der lokalen Faith Inspirational Missionary Baptist Church und hatten viel Zeit in Compton verbracht. Als Projektmanagerin war sie unter anderem für die Schaffung von Sozialhilfegesetzen, die Initiierung kommunaler Revitalisierungsaktionsausschüsse für Downtown Compton und die Beaufsichtigung der städtischen Planungs- und Wirtschaftsentwicklungsinitiativen der Stadt verantwortlich. Sie gründete und implementierte auch ein Ausbildungsprogramm der Stadt, bei dem sie die Schaffung von Jobs für die lokale Bevölkerung von durch die Stadt finanzierte oder durch Capital Improvement unterstützte Projekte fokussierte.
Im Jahre 2011 gründete Brown die sogenannte Urban Vision Community Development Corporation, eine in Compton ansässige Non-Profit-Organisation, die sich der kommunalen Wirtschafts- und Jugendentwicklung – mit einem Altersdurchschnitt von 25 Jahren zählt Compton zu den „jüngsten“ Städten der Vereinigten Staaten (im Vergleich: das Durchschnittsalter in den Vereinigten Staaten beträgt rund 38 Jahre) – widmet. Parallel dazu unterstützte Brown auch zahlreiche weitere Re-Branding-Programme, die in zahlreichen anderen Städten erfolgreich liefen. Für ihre Yes!-Kampagne wurde sie unter anderem im Jahre 2012 mit dem Best 2012 Communicator Design Award ausgezeichnet. Maßgeblichen Anteil hatte Brown auch an der Vermarktung des Käuferprogramms der Stadt, bei dem vor allem auf Erstkäufer von Wohneigentum abgezielt wurde. Des Weiteren unterstützte sie vermehrt Programme im Bereich Landwirtschaft und Transportwesen, dabei vor allem im Bereich Öffentlicher Verkehr und dessen Ausbau.

### Wahl zur jüngsten Bürgermeisterin Comptons
Im Oktober 2012 stellte Brown ein neues Leitbild der Stadt vor, das sie New Vision for Compton nannte und mit dem sie in den Wahlkampf um das Bürgermeisteramt Comptons ging. Als Neuling in der Politik setzte sich Brown gegen zwölf weitere Kandidaten, darunter der ehemalige Bürgermeister Omar Bradley und der amtierende Bürgermeister Eric J. Perrodin, durch und gewann die Wahlen am 4. Juni 2013 mit einem Erdrutschsieg. Am 2. Juli 2013 wurde sie in ihrem Amt als Bürgermeister von Compton eingeschworen und war zum Zeitpunkt ihres Amtsantrittes mit 31 Jahren die jüngste Bürgermeisterin, sowie die zweite Frau in diesem Amt, in der 125-jährigen Geschichte der Stadt. Über New Vision for Compton erstellte sie einen 12-Punkte-Plan, um die Entwicklung Comptons strategisch voranzutreiben. Diesen Plan machte sie der Öffentlichkeit zugänglich, sodass die Einwohner den Fortschritt in der Entwicklung ihrer Stadt mitverfolgen können. Außerdem bemühte sie sich um staatliche Unterstützung für Compton durch ein neues Programm zur Gewaltprävention des United States Department of Justice, dem Violence Reduction Network.
Im Jahre 2014 trat sie nach Vermittlung durch ehemalige Mitglieder mit der Führungsebene der beiden dominierenden Gangs in der Region, Bloods und Crips, in Verbindung und trat mit diesen in Friedensverhandlungen. Dadurch kam es in weiterer Folge zu regelmäßigen Treffen zwischen Brown und den Führungspersönlichkeiten der Gangs. Brown setzt vor allem auf Konfliktminderung, als auf strenge Überwachung und Polizeiarbeit. Seit dem Beginn der regelmäßigen Treffen, bei denen oftmals über 50 Anführer dutzender lokaler Banden zugegen sind, wurde die Kriminalitätsrate im Vergleich zum Rekordwert von vor 25 Jahren um rund 65 Prozent gesenkt (Stand: Dezember 2016). Das von Brown gestartete Programm Compton Empowered trug ebenfalls zum Rückgang der Bandenkriminalität bei. Des Weiteren initiierte sie ein Waffenrückkaufprogramm (engl. Gun buyback program) bei dem alleine bei der Rückgabeaktion im Jahre 2014 hunderte Waffen abgegeben wurden, wobei die Polizei für jede Waffe 200 US-Dollar an die Abgeber der Waffen zahlte. Im Januar des gleichen Jahres wurde Brown für ihr bisheriges Engagement von ihrer Alma Mater, der University of Southern California, mit dem Young Alumni Merit Award geehrt. Zu ebendieser Zeit erhielt sie auch den National Action Network Martin Luther King Award.
Am 10. Juli 2015, zwei Jahre nach ihrer Amtseinführung gab Brown, die um die Ansiedelung junger Familien und finanzkräftiger Unternehmen in der Stadt bemüht ist, ihre erste State of the City Adress (engl. für „Ansprache zur Lage der Stadt“; vgl. State of the Union Address). Die sogenannte „Ansprache zur Lage der Stadt“ und deren Ausrichtung als Benefizveranstaltung wurde von der Bevölkerung und Personen in öffentlichen Ämtern mit geteilter Meinung wahrgenommen. So wurde sie beschuldigt ihre Position in der Öffentlichkeit ausgenutzt zu haben, um Eigenprofit zu generieren. Später gab es eine Stellungnahme Browns, die bekanntgab, dass an diesem Abend von der Urban Vision Community Development Corporation, deren CEO sie von 2012 bis 2014 war, 57.665 US-Dollar an Spenden eingenommen wurden, wovon mehr als die Hälfte für die Ausrichtung der Veranstaltung an die Stadt gezahlt wurden, weitere 5.000 US-Dollar dem Jugendprogramm des Tomorrow’s Aeronautical Museum gespendet wurden und weitere Spenden an andere Projekte gingen. Mit einer gespendeten Summe in Höhe von 17.500 US-Dollar war Brown Ehemann der größte Spender dieser Veranstaltung. Im Jahre 2015 wurde sie von Leadercast mit dem Brave Ones Leadership Award ausgezeichnet, nachdem sie in diesem Jahr einen 50-prozentigen Rückgang der Mordrate im Vergleich zum Vorjahr verzeichnen konnte. Des Weiteren konnte sie auch die Arbeitslosigkeit im Zeitraum Juli 2013 bis Dezember 2015 von 18 % auf 9 % senken.
Von Ende 2014 bis 2016 gehörte Brown dem California State Delta Stewardship Council an. Im Dezember 2016 wurde sie als Preisträgerin des John F. Kennedy New Frontier Award vorgestellt. Im darauffolgenden Jahr wurde Brown, die beim Erreichen ihrer Ziele auch auf die Hilfe aus Compton stammender prominenter Persönlichkeiten wie Venus und Serena Williams oder Dr. Dre setzt, nach vierjähriger Amtszeit als Bürgermeisterin wiedergewählt, wobei sie mit 62 Prozent an erhaltenen Stimmen in etwa so viel wie bei ihrer ersten Wahl erreichte. Am 8. März 2018 gab Brown bekannt, bei den Kongresswahlen 2018 für Kaliforniens 44. Kongresswahlbezirk zu kandidieren. Hierbei traf die Demokratin auf die Parteikollegin Nanette Barragán und die für die Republikanische Partei antretende Schauspielerin Stacey Dash. Nur einen knappen Monat später zog Brown ihrer Kandidatur zurück und gab gleichzeitig ihre Schwangerschaft bekannt. Am 23. September 2018 wurde die Tochter J’ael Lena Brown geboren.

## Familie & Persönliches

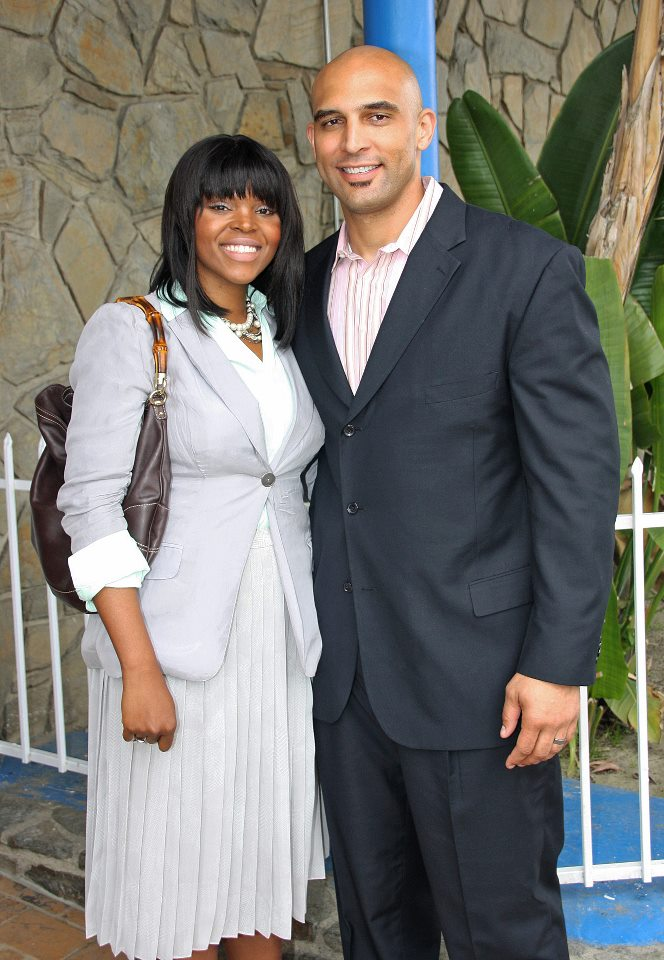
Aja Brown mit ihrem Ehemann Van (2013)

Den Vornamen Aja erhielt sie von ihrer Mutter, die sie nach einem ihrer Lieblingslieder, dem Song Aja des gleichnamigen Albums von Steely Dan aus dem Jahre 1977, benannte.
Seit 2003 ist sie mit Van Brown, einem nunmehrigen Sicherheitsinspektor in der Öl- und Gasindustrie, verheiratet. Die beiden lernten sich bereits als Kinder kennen, kamen allerdings erst im Jahre 1999 zusammen, als die damalige Aja Clinkscale Hilfe beim Tanken benötigte, und Van Brown, der zu diesem Zeitpunkt auf der Tankstelle arbeitete, sie in weiterer Folge um ein Date bat.
Am 23. September 2018 wurde die gemeinsame Tochter J’ael Lena Brown geboren.

## Auszeichnungen & Ehrungen
- 2014: Young Alumni Merit Award von der University of Southern California
- 2014: National Action Network Martin Luther King Award
- 2015: Brave Ones Leadership Award von Leadercast
- 2016: John F. Kennedy New Frontier Award